# Margaret Marley Modlin
Margaret Marley Modlin, née le 5 janvier 1927 en Caroline du Nord et morte le 28 octobre 1998 à Madrid, est une peintre surréaliste, sculptrice et photographe américaine.

## Biographie
Margaret Marley est née en Caroline du Nord. Elmer Modlin (1925–2003) et Margaret Marley se sont mariés le 20 août 1949. Ils eurent un fils, Nelson, qui est né en 1952. Ils ont déménagé à Madrid, en Espagne, en 1970.
Avec sa famille, elle est le sujet du documentaire de Sergio Oksman, Une histoire pour les Modlin (2012), écrit à la suite de la découverte d'une boite pleines de documents familiaux dans Madrid,.